# Sulawesiniltava
De sulawesiniltava (Cyornis omissus) is een zangvogel uit de familie Muscicapidae (vliegenvangers). De soort werd in 1896 als Siphia omissa geldig beschreven door  Ernst Hartert.

## Kenmerken
De vogel is 14 tot 15 cm lang, iets groter dan een bonte vliegenvanger. De vogel is staalblauw van boven en oranje van onder. Er is een klein verschil tussen mannetje en vrouwtje. Het mannetje heeft zwarte wangen en is zwart rond het oog. Het vrouwtje is oranje op de keel.

## Verspreiding en leefgebied
Deze soort is endemisch op het Indonesische eiland Sulawesi.
Er worden vier ondersoorten onderscheiden, maar over de ondersoortstatus bestaat geen consensus.
- C. o. omissus: montaan gebied op het hoofdeiland Sulawesi
- C. o. omississimus: Togian-eilanden
- C. o. peromissus:	het eiland Pulau Selayar
- C. o. djampeanus:	het eiland Pulau Tanahjampea (Djampeaniltava)

De leefgebieden liggen in een groot aantal typen bos of terreinen met struikgewas van zeeniveu tot op 2300 meter daarboven. De popualtie lijdt aan habitatverlies meer is niet bedreigd in zijn voortbestaan.